# 赤焰农村居民点
赤焰农村居民点（俄语：Краснопламенское сельское поселение）是俄罗斯联邦弗拉基米尔州亚历山德罗夫区所属的一个农村居民点。其下辖有58个居民点，行政中心为赤焰镇。据2016年统计，该农村居民点的人口为1663人。